# Télésambre
Télésambre est une chaîne de télévision régionale publique émettant pour la région Charleroi et le sud du Hainaut, lancée le 31 octobre 1983.

## Présentation
Télésambre couvre l'arrondissement de Charleroi et une partie de l'arrondissement de Thuin.
Hors émissions, la mire est composée d'annonces et de publicités accompagnées d'un fond musical.

## Les émissions de la chaine

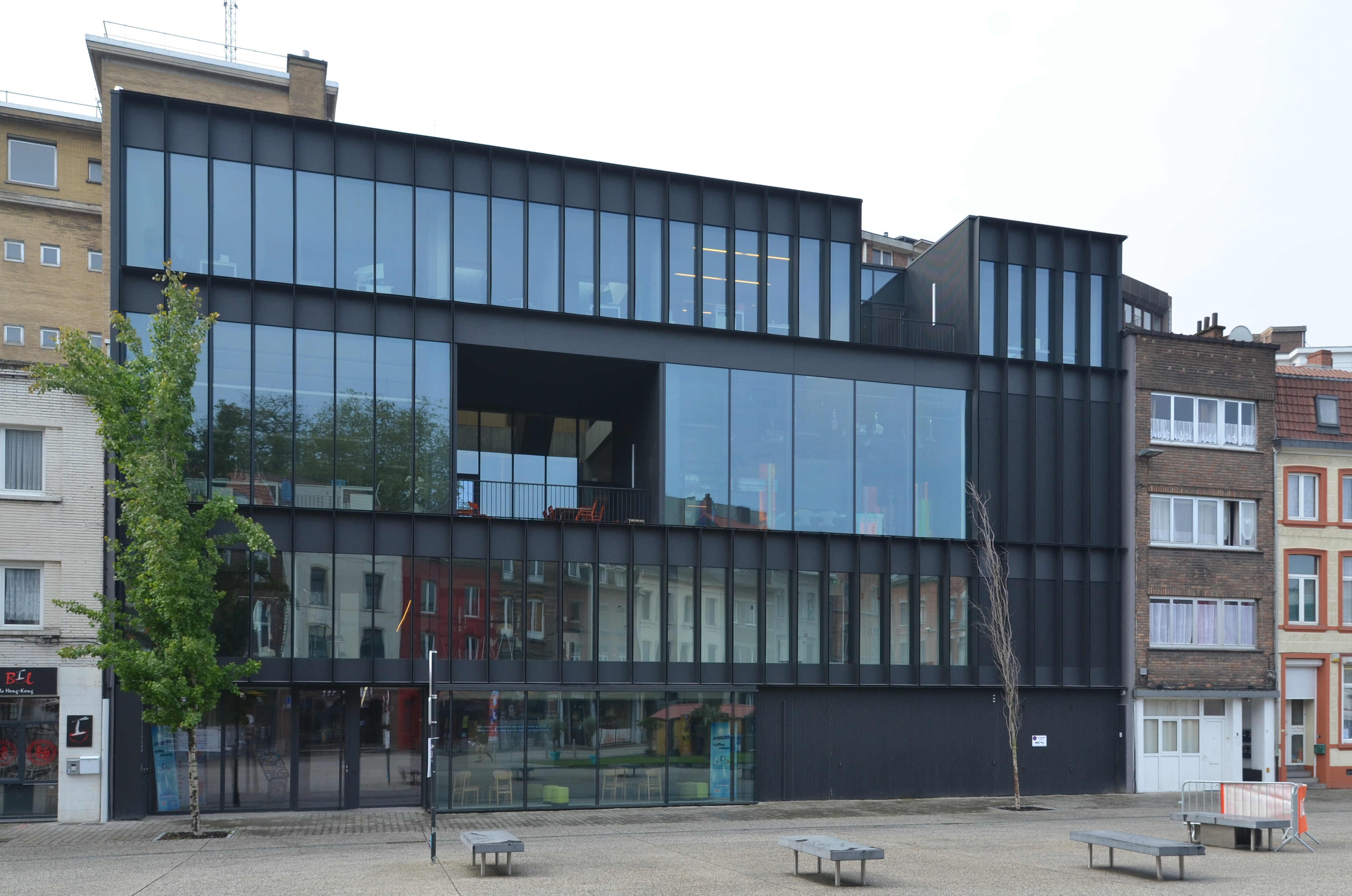
Médiasambre, siège social à la place de la Digue à Charleroi.

- Journal Télévisé (en multidiffusion, toutes les heures dès 18h, du lundi au vendredi) présenté en alternance par Christophe Baneton, Anthony Cujas, François Grossard et Apolline Putman
- Une Éducation Presque Parfaite (émission sur l'éducation et l'éveil de l'enfant, diffusée 1 jeudi par mois)
- Gender Baby, l'émission d'un autre genre présenté par Anthony Cujas et David Jeanmotte
- Tous Terrains Magazine (émission sportive de 25 à 30 minutes diffusée le dimanche à 20h et présenté par Etienne Gilain et le lundi dès 18h30 présenté par Etienne Gilain)
- Le Récap' (digest de l'actualité de la semaine écoulée et analyse en compagnie d’un invité, diffusé le samedi dès 18h)
- C Local (Les Correspondants Locaux) diffusé tous les vendredis après le JT
- Pense-Bêtes (émission animalière) diffusé tous les mardis
- Bio Villages (émission sur l’agriculture bio et les circuits courts; diffusé un mardi par mois et présenté par Christophe Baneton)
- C’à découvrir (magazine de la rédaction)
- La Météo (produite par Keywall)